# Petra Emmerich-Kopatsch
Petra Emmerich-Kopatsch (Osterode am Harz, 19 septembre 1960) est une femme politique allemande. Elle est membre du 
Parti social-démocrate d'Allemagne.